# Los Almendros
Los Almendros ist eine Ortschaft im Departamento Pando im Tiefland des südamerikanischen Andenstaates Bolivien. Der Name bezieht sich auf Paranussbäume; das Sammeln der Paranüsse im Wald ist eine der wichtigen Lebensgrundlagen der dörflichen Gemeinschaften in Pando.

## Lage im Nahraum
Los Almendros liegt in der Provinz Federico Román und ist der siebtgrößte Ort im Cantón Eureka im Municipio Santos Mercado. Die Ortschaft liegt auf einer Höhe von 162 m einen Kilometer westlich des Río Pacahuara, der im weiteren Verlauf in den Río Negro, einen rechten Nebenfluss des Río Abuná, mündet.

## Geographie
Los Almendros liegt im bolivianischen Teil des Amazonasbeckens in der nördlichen Ecke des Landes nahe der Grenze zu Brasilien.
Die mittlere Durchschnittstemperatur der Region liegt bei 26 °C und schwankt nur unwesentlich zwischen 25 °C im Mai und 27–28 °C von Dezember bis Februar (siehe Klimadiagramm Riberalta). Der Jahresniederschlag beträgt etwa 1300 mm, bei einer ausgeprägten Trockenzeit von Juni bis August mit Monatsniederschlägen unter 20 mm und einer Feuchtezeit von Dezember bis Januar mit Monatsniederschlägen von mehr als 200 mm.

## Verkehrsnetz
Los Almendros liegt in einer Entfernung von etwa 265 Kilometern Luftlinie nordöstlich von Cobija, der Hauptstadt des Departamentos.
Los Almendros ist nicht auf dem Landweg über befestigte Straßen von Cobija aus zu erreichen. Die Ortschaft liegt in dem feuchten flachwelligen Gelände zwischen dem nördlich gelegenen Río Abuná und dem südlich gelegenen Río Orthon. Die Anlage von befahrbaren Pisten, erst recht von befestigten Straßen ist in dieser Region sehr aufwändig.
Los Almendros liegt an einer Piste fünf Kilometer südlich von Villa Victoria und fünfzehn Kilometer nordwestlich der Ortschaft San José, die wiederum 17 Kilometer nordwestlich der Ortschaft Reserva liegt; von dort führt eine Piste über Democracia in das 58 Straßenkilometer südwestlich am Río Orthon gelegene Humaitá.

## Bevölkerung
Die Einwohnerzahl des Ortes ist bei der letzten Volkszählung von 2012 mit 81 Einwohnern angegeben, von vorherigen Volkszählungen liegen auf Grund der geringen Ortsgröße und der ungesicherten Ortsbezeichnung keine statistischen Daten vor:
| Jahr | Einwohner         | Quelle       |
| ---- | ----------------- | ------------ |
| 1992 | keine Detaildaten | Volkszählung |
| 2001 | keine Detaildaten | Volkszählung |
| 2012 | 81                | Volkszählung |
| 2024 |                   | Volkszählung |